# Ten Wheel Drive
Ten Wheel Drive waren eine US-amerikanische Jazz-Rock/Fusion-Band.

## Bandgeschichte
1968, nach dem endgültigen Ende der ausschließlich aus Frauen bestehenden Rockband Goldie and the Gingerbreads suchte Genya Ravan eine musikalische Herausforderung. Das Gleiche galt für Michael Zager und Aram Schefrin, zwei unerfahrene Musiker und Songschreiber aus New Jersey. Durch ihre Manager miteinander bekanntgemacht, forderte die Zusammenarbeit zuerst große Anstrengungen von allen. Die Herkunft der drei Musiker, die den Kern von Ten Wheel Drive bilden sollten, war sehr unterschiedlich und die Musik anfangs nicht nach Genya Ravans Geschmack. Sie war auch die Einzige mit nennenswerter Berufserfahrung in der Musikbranche.
Es mussten weitere Musiker für die Rhythmus- und die Bläser-Sektion gefunden werden. Dabei wurden nur Leute unter festen Vertrag genommen, die Notenblätter lesen konnten. Die einzige Ausnahme von dieser Regel bildete schließlich Genya Ravan.
Den Namen Ten Wheel Drive brachte gemeinschaftliches Brainstorming hervor.
Als die Band 1969 schließlich regelmäßig auftrat, machte sie sofort Schlagzeilen und die Vergleiche zwischen Janis Joplin und Genya Ravan begannen. Um diese Zeit gründete die Schallplattenfirma Polydor ihren US-amerikanischen Ableger. Ihr neuer Direktor Jerry Schoenbaum nahm Ten Wheel Drive unter Vertrag. Mit dem Produzenten Walter Raim produzierte die Band das erste Album „Construction #1“.
Im Sommer 1969 traten Ten Wheel Drive auch auf dem Atlanta Pop Festival auf. Bei dieser Gelegenheit traf Genya Ravan auch persönlich auf Janis Joplin, mit der sie ständig – und, wie sie meint, unpassenderweise – verglichen wurde.
1970 erschien das zweite Album Brief Replies, produziert von Guy Draper. Auch viele der Bläser waren mittlerweile ausgewechselt.
Im Februar 1971 gaben Ten Wheel Drive ein spektakuläres Konzert im Fillmore East in New York. Neben der starken musikalischen Darbietung sorgte Genya Ravan für Aufregung, als sie während des Auftritts ihre ohnehin durchsichtige Jacke auszog und den Rest des Konzerts mit nacktem und bemaltem Oberkörper bestritt.
1971 spielte die Band auch in der New Yorker Carnegie Hall. Dabei wurde eine Art Rockoper aufgeführt. Titel und Inhalt nahmen Bezug auf die Schlacht am Little Bighorn und das Schicksal der nordamerikanischen Indianerstämme, ein Thema, das zu dieser Zeit die amerikanische Öffentlichkeit verstärkt zu interessieren begann. Obwohl für das Ereignis viel Vorbereitung betrieben wurde, das American Symphony Orchestra und ein Chor mitwirkten, entschloss sich Polydor, die Vorstellung nicht aufzuzeichnen. Dieser Schritt wurde oft kritisiert und als Fehler bezeichnet. Er trug später dazu bei, dass erst Genya Ravan und dann der Rest der Band ihrer Schallplattenfirma den Rücken kehrten.
Ebenfalls 1971 erschien die dritte Schallplatte Peculiar Friends, diesmal von Aram Schefrin und Michael Zager selbst produziert. Danach verließ Genya Ravan die Band, um eine Solokarriere zu beginnen. Sie wurde durch Annie Sutton von den Rascals ersetzt. Dennoch wirkten Aram Schefrin und Michael Zager auch an der ersten Solo-Schallplatte von Genya Ravan mit.
Das vierte und letzte Album, Ten Wheel Drive, erschien 1974 bei Capitol Records, unter anderem mit Musik, die Genya Ravan noch gemeinsam mit Aram Schefrin komponiert hatte. Die ohnehin nur noch lose Kooperation zwischen den Bandmitgliedern fand damit endgültig ihr Ende.

## Diskografie

### Alben
| Jahr | Titel            | Höchstplatzierung, Gesamtwochen, AuszeichnungChartsChartplatzierungen (Jahr, Titel, Platzierungen, Wochen, Auszeichnungen, Anmerkungen) | Anmerkungen |
| Jahr | Titel            | US | Anmerkungen |
| ---- | ---------------- | --- | ----------- |
| 1969 | Construction #1  | US151 (16 Wo.)US | Polydor     |
| 1970 | Brief Replies    | US161 (8 Wo.)US | Polydor     |
| 1971 | Peculiar Friends | US190 (5 Wo.)US | Polydor     |

Weitere Alben
- 1974: Ten Wheel Drive (Capitol Records)

### Singles
| Jahr | Titel Album                       | Höchstplatzierung, Gesamtwochen, AuszeichnungChartsChartplatzierungen (Jahr, Titel, Album, Platzierungen, Wochen, Auszeichnungen, Anmerkungen) | Anmerkungen |
| Jahr | Titel Album                       | US | Anmerkungen |
| ---- | --------------------------------- | --- | ----------- |
| 1970 | Morning Much Better Brief Replies | US74 (7 Wo.)US |             |